# Enrique Henríquez
Enrique Henríquez, orthographié souvent suivant la graphie espagnole Enrique Enríquez, est un jésuite et théologien portugais, né en 1536 à Porto et mort le 28 janvier 1608 à Tivoli.

## Biographie
Henríquez étudia la philosophie et la théologie à Cordoue et à Salamanque. Il quitta la Compagnie en 1593 à la suite d'une demande de censure, et passe chez les dominicains, mais retourne plus tard chez les jésuites à Valence. Ces démêlés expliquent sans doute ses positions particulières, dans la mesure où il fut l'un des rares auteurs au sein de la Compagnie à être critiques à l'égard des positions de Luis de Molina lors des controverses autour de la Concordia. On lui doit une Summa theologiae moralis (Venise, 1596).

## Liens
- Notice dans un dictionnaire ou une encyclopédie généraliste :   - Diccionario Biográfico Español
- Notices d'autorité :   - VIAF
  - IdRef
  - Italie
  - NUKAT